# Cocaine
Cocaine è un brano musicale scritto, registrato e pubblicato da J.J. Cale nel 1976 sull'album Troubadour, uscita in seguito come singolo in diverse edizioni maggiormente conosciuta nella versione pubblicata da Eric Clapton nell'album Slowhand del 1977.
Secondo la All Music Guide, la versione di Clapton è una delle canzoni più popolari dell'artista britannico, «anche per un artista come Clapton, che ha prodotto una gran mole di canzoni di alta qualità, Cocaine va annoverata tra le sue migliori produzioni». Questa versione, pubblicata con l'album del 1977 Slowhand e come singolo nel 1980, fu prodotta da Glyn Johns (che aveva collaborato anche con gli Who, con i Led Zeppelin e con i Rolling Stones).

## Descrizione
Clapton descrive Cocaine come una canzone contro la droga. «I fan ascoltano solo il ritornello «She don't lie, cocaine» ("la cocaina, lei non mente"), ma la canzone dice anche «If you wanna get down, down on the ground, cocaine» ("se vuoi cadere, cadere per terra, cocaina"). Clapton ha sostenuto che è preferibile una canzone che sia contro la droga in maniera allusiva, piuttosto che diretta, perché questo le garantisce un effetto dissuasivo che verrebbe meno nel caso in cui fosse percepita come una canzone dal messaggio moralistico o paternalistico.
A causa del suo messaggio ambiguo, Clapton non ha eseguito la canzone in molti dei suoi concerti ma, nel corso degli anni, ha aggiunto le parole "that dirty cocaine" (quella sporca cocaina) in spettacoli dal vivo per sottolineare il messaggio anti-droga della canzone.